# Cătălin Straton
Cătălin George Straton (Bucarest, 9 ottobre 1989) è un calciatore rumeno, portiere dell'Argeș Pitești.

## Carriera

### Club
Ha giocato nella prima divisione rumena.

### Nazionale
Ha giocato nella nazionale rumena Under-21.

## Palmarès

### Club

#### Competizioni nazionali
- Liga II: 1

Argeș Pitești: 2024-2025